# Chrysolina brahma
Chrysolina brahma es un coleóptero de la familia Chrysomelidae.
Fue descrita científicamente en 1980 por Takizawa.